# A Idade da Loba
A Idade da Loba é uma telenovela brasileira co-produzida pela Band e RTP e exibida de 24 de julho de 1995 a 19 de janeiro de 1996, em 143 capítulos, sendo substituída por O Campeão. Marcou o retorno da produção dramatúrgica da Band depois de doze anos da exibição de Maçã do Amor e Sabor de Mel (ambas de 1983). Escrita por Alcione Araújo e Regina Braga, sob a direção de Luiz Armando Queiroz e Marcos Schechtman, teve direção geral de Jayme Monjardim.
Contou com as atuações de Betty Faria, Adriano Reys, Juca de Oliveira, Ângela Vieira, Paulo Goulart, Imara Reis, Felipe Camargo e Beth Goulart.

## Enredo
Após o marido morrer sem lhe deixar um centavo, Valquíria, uma mulher de que nunca teve permissão para trabalhar, deixa o interior de São Paulo e parte para o Rio de Janeiro em busca de realização profissional aos 50 anos junto com a filha Suzana e a melhor amiga Irene – fugida do marido agressivo Zé Rubens, que vai atrás dela. Porém a amizade delas é estremecida quando elas reencontram o grande amor de juventude de ambas, Montenegro, que vive um casamento falido com Eleonora, mulher amarga que manipula os filhos Paulo Henrique e Maria Fernanda para evitar a separação. Além de Irene e Eleonora, o romance de Valquíria e Montenegro tem como empecilho Jordão, que se encanta pela viúva.
Na pensão de Piconês moram a "periguete" Gaby, a fofoqueira Gertrudes, a ciumenta Calú e seu namorado submisso Nino. Também mora Otávio, moço romântico que nunca notou os sentimentos da amiga Maria Otília e que se apaixona por Suzana. Esta, deslumbrada com a cidade grande, não quer saber de romance. Já Arruda, também morador, é um taxista mulherengo leva as clientes pra cama e não sabe como agir quando se apaixona pela fotógrafa portuguesa Tereza.

## Elenco
| Ator/Atriz           | Personagem                                   |
| -------------------- | -------------------------------------------- |
| Betty Faria          | Valquíria Saraiva                            |
| Adriano Reys         | Pedro Montenegro (Montenegro)                |
| Juca de Oliveira     | Jordão                                       |
| Ângela Vieira        | Irene Saldanha                               |
| Paulo Goulart        | Zé Rubens Saldanha                           |
| Imara Reis           | Eleonora Albuquerque Montenegro              |
| Felipe Camargo       | Otávio Villar Muniz                          |
| Beth Goulart         | Maria Otília                                 |
| Iracema Starling     | Suzana Saraiva                               |
| Taumaturgo Ferreira  | Arruda                                       |
| Helena Laureano      | Tereza Amália                                |
| Daniela Escobar      | Gaby                                         |
| Micaela Góes         | Maria Fernanda Montenegro Albuquerque / Lili |
| Maurício Branco      | Paulo Henrique Montenegro Albuquerque        |
| Antônio Abujamra     | Piconês                                      |
| Renata Fronzi        | Gertrudes                                    |
| Fátima Freire        | Maria Clara                                  |
| Luís Carlos Arutin   | André                                        |
| Christiana Guinle    | Isildinha                                    |
| Tânia Bondezan       | Olga                                         |
| Cláudia Missura      | Calú Proença                                 |
| Fernando Vieira      | Nino                                         |
| Eduardo Conde        | Germano                                      |
| Neusa Maria Faro     | Dira Augusta                                 |
| Elias Andreatto      | Aquino                                       |
| Luiz Armando Queiroz | Cândido                                      |
| Íris Bustamante      | Marina                                       |
| Haroldo Costa        | Altino Soares                                |
| Charles Möeller      | Tadeu                                        |
| Charles Myara        | Bira                                         |
| Expedito Barreira    | Werneck                                      |
| Miguel Lunardi       | Otto                                         |
| Glória Portela       | Margô                                        |
| Sheila Santos        | Aninha                                       |

### Participações especiais
| Ator/Atriz       | Personagem      |
| ---------------- | --------------- |
| Jaime Leibovitch | Ricardo Saraiva |
| Cristina Dantas  | Cecília         |
| Cláudia Provedel | Nanda           |
| Flor Violeta     | Imaculada       |

## Trilha sonora
1. Contigo Aprendi - Nico Rezende
2. Lindeza - Gal Costa
3. Tema de Amor - Marcus Viana (tema de abertura)
4. As Time Goes By - Nilsson
5. Futuros Amantes - Chico Buarque
6. Carente profissional - Marina Lima
7. Moço - Erasmo Carlos
8. California Dreaming - José Feliciano
9. Tudo e Nada - Prêntice
10. Saudade - Renato Teixeira
11. Despedida - Marcus Viana
12. Sabor a Mim - Dalva de Oliveira

## Audiência
A novela estreou com 4 pontos. Teve média geral de 3 pontos. Apesar de nunca ter chegado aos dois dígitos que a Band esperava, a novela dobrou a audiência que a emissora marcava no horário antes.
Em Portugal, no entanto, A Idade da Loba teve média de 20 pontos e colocou a RTP na liderança durante toda sua exibição, sendo um grande sucesso devido a popularidade de Betty Faria no país.